# Amphiura joubini
Amphiura joubini är en ormstjärneart som beskrevs av Jean Baptiste François René Koehler 1912. Amphiura joubini ingår i släktet Amphiura och familjen trådormstjärnor.

## Underarter
Arten delas in i följande underarter:
- A. j. destinata
- A. j. abyssalis